# Popeye Village
Popeye Village er en turistattraktion på Malta, i byen Mellieha. Den blev bygget i starten af 1980'erne, som kulisse til Popeye: The Movie. I dag er den åben for offentligheden som frilandsmuseum resort.